# Klenova Peak
Der Klenova Peak (englisch; bulgarisch връх Кльонова wrach Kljonowa) ist ein 2300 m hoher und spitzer Berg auf der Südwestseite des Vinson-Massivs in der Sentinel Range des Ellsworthgebirges im westantarktischen Ellsworthland. Er ragt 12,05 km südwestlich des Mount Vinson, 3,85 km westsüdwestlich des Brichebor Peak, 3,12 km nordwestlich des Hodges Knoll, 6,63 km nordöstlich des Itschew-Nunataks und 13,96 km südöstlich des Ereta Peak auf. Seine Südhänge sind teilweise unvereist. Der Nimitz-Gletscher liegt südwestlich, der Cairns-Gletscher nordöstlich von ihm.
US-amerikanische Wissenschaftler kartierten ihn 1961 und 1988. Die bulgarische Kommission für Antarktische Geographische Namen benannte ihn 2014 nach der sowjetischen Meeresgeologin Marija Wassiljewna Kljonowa (1898–1976), Teilnehmerin an der 1. Sowjetischen Antarktisexpedition (1955–1957) und damit erste Wissenschaftlerin in Antarktika.